# 采列足球俱樂部
采列足球俱乐部是斯洛文尼亞的一家足球俱樂部。主場位於采列。球隊參加斯洛文尼亞足球甲級聯賽的賽事。